# Le Mécréant (téléfilm)
Cet article concerne un téléfilm. Pour la chanson de Georges Brassens, voir Le Mécréant.
Le Mécréant est un téléfilm du réalisateur français Jean L'Hôte, diffusé le 14 février 1981.

## Synopsis
En revenant de ses études d'instituteur dans un petit village de campagne, Vincent aurait dû faire la fierté de ses parents, paysans. Cependant, il a perdu foi en la religion catholique et refuse de se rendre à la messe, car pour lui Dieu n'existe pas. Son père, d'abord très mécontent, fait tout pour le pousser à y retourner : il convainc un député d'aller parler à son fils et va même voir l'évêque en personne lui demander conseil.

## Fiche technique
- Réalisation : Jean L'Hôte
- Scénario : Jean L'Hôte
- Pays d'origine :  France
- Langues : français
- Date de diffusion :
  -  France :
    - 14 février 1981

## Distribution
- Hervé Furic : Vincent
- Maurice Biraud : Edmond
- Jacques Maginot : Adrien
- Agnès Garreau : Bernadette
- Pierre Doris : le curé
- Jean-Marc Thibault : le député
- Hélène Vallier : Ernestine
- Liliane Sorval : Clémence
- François Dyrek : le marchand de vin
- Charlotte Chevrolier : Julie
- Lucienne Legay-Schemyer : la grand-mère
- Henri Martet : le chef de gare
- Jacques Campin : le capitaine
- Jenny Muller : Mme Masson
- Roger Viry-Babel : le planton

## Autour du film
Le téléfilm a été tourné dans les départements de Meurthe-et-Moselle et des Vosges.
Le château que l'on voit dans le film est le Château de Villé, situé sur la commune de Nossoncourt  appartenant à la Famille de Ravinel. Depuis le tournage de ce téléfilm, un des chemins de la campagne près de Bazien porte le nom de "chemin du Mécréant".
L ALEMF, association lorraine d'exploitation et de modélisme ferroviaire, a prêté son concours a travers le chemin de fer a vapeur du rabodeau . Cette ligne touristique était active a l époque entre Senones et Etival clairefontaine